# 2 Pułk Kirasjerów (Cesarstwo Niemieckie)

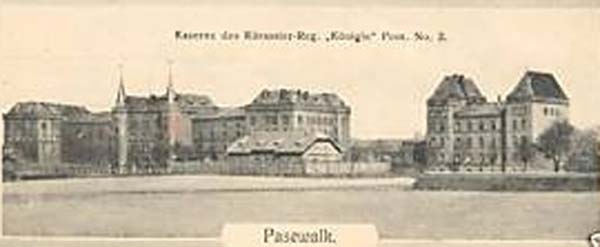
Koszary pułku

2 Królewski pułk kirasjerów im. Hrabiego Wrangela (Pomorski) (niem. Kürassier-Regiment „Königin“ (Pommersches) Nr. 2)  – pułk kawalerii niemieckiej okresu Cesarstwa Niemieckiego.

## Charakterystyka
Pułk został sformowany 2 kwietnia 1717. Stacjonował w Pasewalku . Wchodził w skład II Korpusu Armijnego .

 Wiosną 1914 był w strukturze 3 Brygady Kawalerii z  3 Dywizji Piechoty.

30 grudnia 1916 oddział przeorganizowano w spieszony pułk kawalerii.
W czasie I wojny światowej w szeregach pułku walczył podoficer Franciszek Zieliński.